# 野水伊織
野水伊織（日语：／ Nomizu Iori，1985年10月18日—），日本女性藝術家、藝人、演員、歌手、作詞家、配音員。曾隸屬於Production Ace。出生於日本群馬縣，並於北海道札幌市長大。

## 人物、來歷
2005年7月，於富士電視台所放映的《電車男》系列擔任網友、愛好Cosplay的眼鏡娘角色「鏡萌」而開始有知名度。
2006年6月，於TBS電視台的《秋葉原@DEEP》常態演出。
2007年10月以自由職業的形式作詞、作曲，並開始撰寫小說，以及其他藝術活動。
2009年，加入目前所屬的Production Ace。並常態在神奈川電視台的演出。
2009年6月27日，由神奈川電視台在東京舉辦的中宣佈同年秋天放映的電視動畫《天降之物》擔任「寧芙」的配音，以及2010年年初的電視動畫《守護貓娘緋鞠》擔任「九崎凜子」的配音員。
- 2022年2月28日，退出Production Ace，成为自由身。

## 演出作品
以粗體字表示為該作品的主要角色。

### 電視動畫
2009年
- 涼宮春日的憂鬱（2009年電視動畫）（女子小學生）
- 天降之物（寧芙）

2010年
- 守護貓娘緋鞠（九崎凛子）
- 天降之物Forte（寧芙）
- 玩伴貓耳娘（安托妮亞）

2011年
- R-15（紅牡丹）
- 人家一點都不喜歡啦！（女僕）
- 快盜天使雙胞胎（女學生C、女性客人A）
- 神的記事本（女子A）
- 這樣算是殭屍嗎？（春奈）
- 命運石之門（女僕）
- Sacred Seven（劉翡翠）
- 天魔黑兔（安藤美雷）
- 死囚樂園（鷹見水名月）
- 魔劍姬！（櫛八稻穗）

2012年
- Another（小椋由美）
- 在那個夏天等待（女子）
- 槍械少女！！（芬子〈FNC〉）
- 公立海老栖川高校天悶部（伊麗莎白·瑪格麗特〈戶田山泉子〉）
- 這樣算是殭屍嗎？OF THE DEAD（春奈）
- 最後流亡-銀翼的飛夢-（瑪莉拉）
- 輪迴的拉格朗日（五十嵐翔子）
- 輪迴的拉格朗日season2（五十嵐翔子）

2013年
- 黑魔女學園（楠木心）
- 問題兒童都來自異世界？（黑兔）
- 學生會的一存 Lv.2（椎名真冬）
- 約會大作戰（四糸乃）
- 科學超電磁砲S（菲布莉、珍妮）
- BLOOD LAD 血意少年（柳冬實）

2014年
- HAMATORA ─超能偵探社─（書記）
- 狐仙的戀愛入門（墨染朱美）
- 魔劍姬！通（櫛八稻穗）
- 棺姬嘉依卡（薇薇·荷羅派涅）
- 約會大作戰Ⅱ（四糸乃）
- GUNDAM創戰者TRY（坂下詠）
- 棺姬嘉依卡 AVENGING BATTLE（薇薇·荷羅派涅）

2015年
- 艦隊Collection -艦Colle-（翔鶴、瑞鶴）
- 新妹魔王的契約者（野中胡桃）
- 絕命制裁X（三日月下龍）
- 空戰魔導士培訓生的教官（莉子·弗拉梅爾）
- 對魔導學園35試驗小隊（拉碧絲）
- 新妹魔王的契約者 BURST（野中胡桃）

2016年
- 初戀怪獸（深谷雪）
- 魔裝學園H×H（識名京）
- 我太受歡迎了，該怎麼辦？（鑽石）

2017年
- 我的女友是個過度認真的處女bitch（小清水葵）

2018年
- 魔法律事務所（菜菜／竹乃內菜菜[3]）

2019年
- 約會大作戰Ⅲ（四糸乃）
- 只要長得可愛，即使是變態你也喜歡嗎？（南條真緒[4]）

2020年
- 少女前線 人形小劇場 狂亂篇（Z-62）
- 魔法律事務所 第2期（菜菜／竹乃內菜菜）

2022年
- 少女前線（MP-446、RPD）
- 約會大作戰IV（四糸乃）
- 艦隊Collection 總有一天，在那片海（阿武隈）

2024年
- 約會大作戰V（四糸乃[5]）

2025年
- 新吊帶襪天使（蕩婦A）

### 劇場版動畫
2011年
- 天降之物 計時的悲傷女神（寧芙）

2012年
- 強襲魔女 劇場版（羅莎莉·德·艾姆利寇特·德·古留涅）
- Sacred Seven 銀月之翼（劉翡翠）

2014年
- 天降之物Final 永遠的我的鳥籠（寧芙）

2015年
- 約會大作戰劇場版 萬由里審判（四糸乃）

2016年
- 劇場版 艦隊Collection（翔鶴、瑞鶴）

2021年
- 酷愛電影的龐波小姐（フランちゃん）

### OVA
2013年
- 約會大作戰OVA（#13）（四糸乃）
- BLOOD LAD 血意少年（柳冬實）

2014年
- 約會大作戰OVAII（#11）（四糸乃）

2015年
- 棺姬嘉依卡 AVENGING BATTLEOVA（薇薇·荷羅派涅）

2016年
- 空戰魔導士培訓生的教官OVA（#13）（莉子·弗拉梅爾）

2018年
- 我的女友是個過度認真的處女bitch（小清水葵）

### 網路動畫
2023年
- 伊藤潤二狂熱：日本恐怖故事（藤野輝美）

### 漫畫Drama
2013年
- 百千家的妖怪王子（百千向陽）

### 電視劇
- 電車男（鏡萌）
  - 電車男もう一つの最終回SP『電車男VSギター男!』
  - 電車男『新春オタク駅伝』
  - 電車男電車男スペシャル最後の聖戦
- 秋葉原@DEEP（すーたん）
- 探偵A〜Private eye NATSUHI〜（エンタ!371）主演（なつひ）

### 舞台
- 我愛仙女〜いとしのフェアリー（主演）

### 廣告
- NTT DoCoMo北海道 FOMA（VP）出演
- 東レ トレシー洗顔クロス（電視廣告）出演
- ニドー植毛相談所（電視廣告）出演
- らいぶ雀!（電視廣告）出演
- 石丸電氣 06' 超省エネエアコン編（電視廣告）旁白
- 石丸電氣（電視廣告）旁白
- tvkアニメまつり2009'（電視廣告）出演
- アニソン★カフェ ゆめが丘 DVD Vol.0（電視廣告）旁白

### 遊戲
- らいぶ雀!
- 少女義經傳 弐〜刻を越える契り〜（鈴）
- レッスルエンジェルスSUVIVOR（アリシア、塔妮雅）
- 約會大作戰 凜禰烏托邦（四糸乃）
- 1/2 summer+（紗乃末璃）
- 約會大作戰 或守Install（四糸乃）
- 約會大作戰 Twin Edition 轉世凜緒（四糸乃）
- 蒼翼默示錄 刻之幻影（雪莉卡·A·瑪朱里）
- 蒼翼默示錄：交叉組隊戰（雪莉卡·A·瑪朱里）
- カフェペルリナージュ（若松春日）
- 九龍争霸（遊戲内教學角色）
- 擂台☆夢想（覆盆子咲川）
- 艦隊Collection -艦Colle-（翔鶴、瑞鶴、鬼怒、阿武隈、速吸、Nelson[6]、泊地棲鬼、泊地棲姬）
- 魔法禁书目录 幻想收束（菲布莉）
- 彈射世界(ワールドフリッパー)（魔劍纏身的少女－娜希爾）

### 教材
- 七田真著 超右脳なりきり英語マスターBOOK

### 廣播
- みみっ娘☆ぼんかふぇ学園（VOICE Newtype cafe 通称ボンカフェ）ドラマ＋トーク融合の新感覚Webラジオ（ムース=エキュルイユ）
- サイキックラバーのFw:アニカンRADIO（ラジオ大阪）客串演出
- おまひま★HR（Animate TV、Marine ENTERTAINMENT：2009年11月12日－2010年4月30日）主持人
- カドまる情報局（文化放送/1134Khz）每週六21:00～23:00「A&G 超RADIO SHOW〜アニスパ!〜」内の番組：2009年10月10日－）主持人
- そらおと〜ふぉーりん☆らぶ〜（Animate TV、Marine ENTERTAINMENT：2009年10月1日－）主持人
- ロサンゼルス MARUKAI CORPORATION ライブイベント（現地にてラジオ番組3時間生放送）
- 勝手にワンサイドゲーム（さっぽろ村FM）コーナー番組「勝手にマシンガントーク」-主持人（也担当脚本工作）
- 村山ひとしのキャラリンッぱ（かつしかFM）客串演出
- 野水伊織のWonder★TeaParty!!（FM伊勢原）主持人
- よゐこのアキパラ（アール・エフ・ラジオ日本）客串演出
- MOMOちゃんスーパーファイ!（Mo'FM）-MOMOちゃん役
- ON8（bay FM）客串演出

### 廣播劇CD
2012年
- 來自妖精的禮物（朗讀＆CV喵美）

2014年
- 空戰魔導士培訓生的教官（莉子·弗拉梅爾）

### 網際網路
- あっ!とおどろく放送局「アイドルさん」
- itv24.com「シネマネット」常態節目
- 世界発信WebTV「J-POP AKIHABARA」（JBS）
- HITPOPSゲッチャTV（ゲッチャTV）
- エルノオト（超!アニメロ） - 高橋凛 役

## 音樂作品

### 單曲
|              | 發售日         | 標題           | 規格編號     | 規格編號     | 最高位       |
| 通常盤       | 發售日         | 標題           | 限定盤       |              | 最高位       |
| 野水伊織名義 | 野水伊織名義   | 野水伊織名義   | 野水伊織名義 | 野水伊織名義 | 野水伊織名義 |
| ------------ | -------------- | -------------- | ------------ | ------------ | ------------ |
| 1st          | 2006年11月8日  |                | RIZU-001     |              | 178位        |
| 名義         |                |                |              |              |              |
| 1st          | 2011年2月9日   |                | VTCL-35102   |              | 27位         |
| 2nd          | 2012年4月25日  |                | VTCL-35128   | VTZL-42      | 26位         |
| 3rd          | 2013年1月30日  | Black † White  | VTCL-35142   | VTZL-52      | 22位         |
| 4th          | 2013年5月8日   | SAVE THE WORLD | VTCL-35151   | VTZL-51      | 28位         |
| 5th          | 2014年4月23日  | DARAKENA       | VTCL-35180   | VTZL-80      | 38位         |
| 6th          | 2014年10月29日 |                | VTCL-35192   | VTZL-87      | 44位         |
| 7th          | 2015年7月29日  | D.O.B.         | VTCL-35204   | VTZL-97      | 43位         |
| 8th          | 2016年7月27日  | miele paradiso | VTCL-35231   | VTZL-112     | 75位         |

### 商業搭配
| 樂曲           | 商業搭配                                      | 時期   |
| -------------- | --------------------------------------------- | ------ |
|                | 電視動畫《這樣算是殭屍嗎？》片頭曲            | 2011年 |
|                | 電視動畫《這樣算是殭屍嗎？OF THE DEAD》片頭曲 | 2012年 |
| Black † White  | 電視動畫《問題兒童都來自異世界？》片頭曲      | 2013年 |
| SAVE THE WORLD | 電視動畫《約會大作戰》片尾曲                  | 2013年 |
| SAVE MY HEART  | 電視動畫《約會大作戰》片尾曲                  | 2013年 |
|                | 電視動畫《約會大作戰》片尾曲                  | 2013年 |
| DARAKENA       | 電視動畫《棺姬嘉依卡》片頭曲                  | 2014年 |
|                | 電視動畫《棺姬嘉依卡 AVENGING BATTLE》片頭曲  | 2014年 |
| D.O.B          | 電視動畫《空戰魔導士培訓生的教官》片頭曲      | 2015年 |
| miele paradiso | 電視動畫《魔裝學園H×H》片頭曲                 | 2016年 |
|                | 電視動畫《魔裝學園H×H》片尾曲                 | 2016年 |

## 註解
1. 1 2  .   [2010-01-11]. （原始内容存档于2016-11-23）.
2. 1 2  野水 伊織 公式webサイト ++Calamity Aliceは夜に踊る++ 的存檔，存档日期2010-01-10.
3. ↑  . 電視動畫「魔法律事務所」官方網站.   [2018-05-21]. （原始内容存档于2018-05-28）.
4. ↑  . 電視動畫「只要長得可愛，即使是變態你也喜歡嗎？」官方網站.   [2019-03-24]. （原始内容存档于2019-04-01）.
5. ↑  . Comic Natalie. 2023-04-05  [2023-04-05]. （原始内容存档于2023-04-06） （日语）.
6. ↑  . Twitter.   [2018-10-14]. （原始内容存档于2019-06-30）.

## 外部連結
- 事務所公開簡歷 （页面存档备份，存于） （日語）
- FlyingDog公式網站 （页面存档备份，存于） （日語）
- Calamity Aliceは夜に踊る｡.:*･ﾟ☆.｡ - livedoor Blog（ブログ），野水伊織的網誌 （日語）
- 野水伊織的X（前Twitter） （日語）